# Znak Tibetu
Znak Tibetu je symbolem Ústřední tibetské správy. Kombinuje v sobě některá prvky tibetské vlajky a navíc obsahuje několik motivů včetně několika buddhistických symbolů. Ústředním motivem vlajky jsou dva sněžní lvi, mezi nimiž se nachází dharmačakra, mimo jiné symbolizující osmidílnou stezku. V pozadí se nacházejí tři hory představující Himálaj, dále Slunce a Měsíc symbolizující tibetský lid.